# Yenice, Pınarhisar
Yenice là một thị trấn thuộc huyện Pınarhisar, tỉnh Kırklareli, Thổ Nhĩ Kỳ. Dân số thời điểm năm 2011 là 777 người.